# Divokoza
Divokoza (Rupicapra rupicapra) pripada sisavcima (Mammalia), redu parnoprstaša (Artiodactyla), i to šupljorošcima (Bovidae). Može narasti do 80 cm visine, a u dužinu do 130 cm, a jači mužjaci teški su više od 40 kg. Ženke su nešto manje i lakše. Prirodni neprijatelj im je vuk, a za mlade opasnost može predstavljati i orao. Divokoze mogu živjeti do 20 godina.

## Izgled
Boja dlake zimi je tamnosiva, skoro crna, dužine do 12 cm, a ljeti žučkastocrvena dužine do 3 cm. Glava je blijede boje, s tamnom prugom oko očiju i gubice. Od potiljka do repa proteže se tamnija pruga. Boje mužjaka su gotovo uvijek nešto tamnije od ženki.
Imaju rogove ali su oni kod kod mužjaka jači, duži i povijeniji nego kod ženki. Za mužjaka je karakterisitčna i kičica na trbuhu i jači i deblji vrat. Rogovi rastu svake godine za određenu dužinu i nikada ne otpadaju. Starost jedinke možemo odrediti brojem godova na rogu koji su izraženi. U prve četiri godine prirast roga je veliki, a zatim opada ali je i dalje vidljiv. Divokoze vole mir i napuštaju uznemirena lovišta. U lovištu je vrlo oprezna i brzo osjeća prisustvo opasnosti, pri čemu pravi uzbunu za ostale jedinke glasnim piskom. 

## Ishrana
Divokoza je u hrani izuzetno skromna životinja. Hrani se planinskim travama i mladim lišćem grmolikih biljaka, zimi pupoljcima, suhim vlatima trave, kupinama i malinama, koje nakon hranjenja preživa. Vrlo rado uzima sol koja joj se mora redovno iznosti. 
Ima odlično razvijeno osjetilo njuha, vidi dobro ali reagira tek na pokret.

## Razmnožavanje
Parenje divokoza počinje u studenom i traje do sredine prosinca, kad najveći mužjak nastoji otjerati sve potencijalne konkurente i skupiti u krdo što više ženki, ponekad služeći se i svojim rogovima. Ženka se jari u svibnju i lipnju a jare (jedno, a vrlo rijetko dvoje) je brzo u stanju da prati majku. Jare doji majčino mlijeko oko šest mjeseci. Roščići mu rastu već u prvoj godini a spolno sazrjevaju u trećoj godini. Ženke žive s mladuncima i mlađim mužjacima u krdima. Odrasli mužjaci su izdvojeni i žive pojedinačno a krdu prilaze samo u vrijeme parenja. Ženke i mužjaci su spolno zreli u trećoj godini ali mužjaci moraju dostići potpunu fizičku zrelost da bi se mogli boriti za ženku.

## Divokoze na Biokovu
Jedan od zaštitnih znakova današnjeg Biokova su svakako divokoze, vrsta po kojoj je upravo ova planina najpoznatije lovište u ovom dijelu Europe – danas među stijenama živi, prema procjenama, oko 500 primjeraka divokoza, a upravo su na Biokovu u proteklim desetljećima odstrijeljeni neki od najtrofejnijih primjeraka ove vrste. Reintroducirana je 1964. godine, a danas se brojnost populacije procjenjuje na 350 do 400 jedinki. Projekt je započet 1964. godine na inicijativu lokalnih lovaca, a do 1969. godine je u prirodu pušteno prvih 48 grla. Broj divokoza je u pojedinim godinama premašivao tisuću. Zahvaljujući i njenom utočištu Biokovo je 1981. godine proglašeno Parkom prirode, a samo je naseljavanje popraćeno u svjetskim lovačkim krugovima.